# Gonzalo Novoa
Gonzalo Ignacio Novoa Contreras (Santiago, Chile, 14 de mayo de 1986) es un futbolista chileno. Juega de Volante de contención o Defensa.

## Trayectoria
Fue subido al primer equipo el año 2005 por el DT Salvador Capitano con otros compañeros como:
Emmanuel Vargas, Christopher Casaretto, Nicolás Ramírez, Eduardo Navea, Robin Melo, Miguel Coronado, Mauricio Gómez, José Luis Silva, Felipe Seymour.
Durante el último tiempo careció de oportunidades en el primer equipo por las buenas actuaciones de jugadores como: Marco Estrada, Manuel Iturra, Marcelo Díaz y Christian Martínez. Finalmente a inicios de 2009 deja la institución a falta de oportunidades. Pero se incorporó en febrero y fue de los 25 nombres que eligió Sergio Markarián para la Copa Libertadores, disputando algunos partidos cuando juega en el equipo alternativo destacando su buena actuación en la victoria por 1-0 en el Clásico Universitario en la fecha 16º del torneo de apertura 2009.
El año 2011, al no ser considerado por el entrenador Jorge Sampaoli, se va a préstamo a Deportes Copiapó.

## Clubes
| Club                 | País  | Año       |
| -------------------- | ----- | --------- |
| Universidad de Chile | Chile | 2005-2006 |
| Deportes Valdivia    | Chile | 2007      |
| Deportes Temuco      | Chile | 2008      |
| Universidad de Chile | Chile | 2009-2010 |
| Deportes Copiapó     | Chile | 2011      |
| Unión Temuco         | Chile | 2012-2013 |
| Deportes Temuco      | Chile | 2013-2014 |

## Palmarés

### Torneos nacionales
| Título           | Club                 | País  | Año    |
| ---------------- | -------------------- | ----- | ------ |
| Primera División | Universidad de Chile | Chile | 2009-A |

- Datos: Q5582232